# جدجد شجري رقيق
جدجد شجري رقيق (الاسم العلمي: Oecanthus tenuis) هو نوع من الحشرات يتبع جنس الجدجد الشجري من فصيلة الجداجد الحقيقية.